# Delphacodes haglundi
Delphacodes haglundi är en insektsart som först beskrevs av Sahlberg 1871.  Delphacodes haglundi ingår i släktet Delphacodes och familjen sporrstritar. Inga underarter finns listade i Catalogue of Life.